# Erigeron socorrensis
Erigeron socorrensis là một loài thực vật có hoa trong họ Cúc. Loài này được Brandegee mô tả khoa học đầu tiên năm 1899.